# ماسومی هیروکاوا
ماسومی هیروکاوا (انگلیسی: Masumi Harukawa؛ زادهٔ ۱۶ نوامبر ۱۹۳۵ژاپن است.
از فیلم‌ها یا برنامه‌های تلویزیونی که وی در آن نقش داشته‌است می‌توان به انگیزه‌های قتل، زن حشره‌ای، هاچیکو مونوگاتاری و لالایی تورا-سان اشاره کرد.